# Carl Gottlieb Willig
Carl Gottlieb Willig (auch: Joachim Moses und Jochanan Moses; geboren vor 1727 in Sandomir in Kleinpolen; gestorben nach 1744) war ein vom jüdischen zum christlichen Glauben konvertierter Autor, Verfasser eines „Juden-Katechismus“, Übersetzer und Drucker.

## Leben
Ursprünglich in „Klein-Polen“ in eine jüdische Familie hineingeboren und Jochanan Moses genannt, war der laut eigener Auskunft aus levitischem Geschlecht stammende spätere Konvertit Sohn eines vornehmen und gelehrten Rabbiners. Laut Eigenauskunft hatte er „außerhalb seines Vaterlandes“ einige Jahre Kinder vornehmer Leute in hebräischer Sprache unterrichtet und sich anschließend als Branntwein-Brenner bei gräflichen Personen, anderen adeligen und unadeligen Predigern und Bürgern in verschiedenen Städten verdingt. Dabei hörte er zahlreiche christliche Diskurse, die „sein Hertze gerührt“ hätten.
Schließlich kam er nach Greifswald, wo er sich durch Vermittlung des Generalsuperintendenten Albrecht Joachim von Krakevitz durch einen Schulmeister das Lesen beibringen ließ. Zudem wurde Jochanan Moses etwa ein Jahr lang von dem in der Greifswalder Jakobikirche tätigen Pastor und an der Greifswalder Universität als Professor wirkenden Jakob Heinrich von Balthasar im Christentum unterrichtet. Am 22. Mai 1727 taufte Balthasar den anschließend Carl Gottlieb Willig Genannten in St. Nikolai zu Greifswald.
Der „willig“ Konvertierte verfasste verschiedene Schriften wie Gloriam Christi und die daraus mit fünfzig Fragen zusammengefasste, als „Juden-Catechismus“ aufgefasste und 1729 in Halle erschienene Wahre Erleuchtung der gesegneten Kindschaft Abrahams, und wahrer Weg zur Seeligkeit.
Unter der hebräischen Überschrift יכרת משיח ואין לו und mit Bezugnahme auf das Buch Daniel, Kapitel 9, Vers 26, gab Willig aber auch Verurteilungen Vorschub, etwa durch die von ihm herausgegebene Schrift Den abscheulichen und höchst strafbaren Mord Christi, als die Haupt-Ursache des immerfortwährenden Elendes der von Gott verstossenen Judenschaft, hat bey Gelegenheit einiger bis an ihr Ende Verstockten Jüdischen Sünder Mit Consens E. Hochlöbl. Theologischen Facultät zu Wittenberg ....

## Werke (Auswahl)

### Eigene Schriften
- Jüdischer Tempel-Bau, Worüber Die Juden 1644. Jahr alle Oster-Abend gebauet, und biß an den Jüngsten Tag, ohne etwas auszurichten, bauen werden. Nebst dem Balsam des Lebens, Der Jm Vorbilde Vorher im Tempel von kostbahrer Specerey gebrauchet worden, und davon die Juden am Oster-Abendmahl bey der Erzehlung der Außführung aus Egypten auch etwas gebrauchen, Nebst andern Ceremonien, Die alle auf Christum appliciret worden / Vorgestellet Durch Carl Gottlieb Willig, C.J.St.H. aus Greiffswalde, Rostock, druckts Joh. Jac. Adler, 1729; Digitalisat über die DB MV
- Carl Gottlieb Willig, Daniel Ernst Jablonski, Johann Siegler, Witwe; Der wahre Weg zur Seeligkeit, oder Kurtzer Begriff Christlicher Lehre/ In Frag und Antwort gestellet, So wohl Zu Uberzeugung und Bekehrung der Jüden, als auch zu frommer Christen heilsamer Erbauung / Vorhero censiret von S. T. Herrn de Jablonski, Königl. Preußl. und Churfl. Brandenb. Ober-Hoff-Prediger und Consistorial-Rath zu Berlin, Zum öffentlichen Druck aber befördert Von Carl Gottlieb Willig, Welcher aus Sandomiria in Klein-Pohlen gebürtig ..., Magdeburg/ gedruckt bey sel. Joh. Siegelers Wittwe/ 1729; Digitalisat über die Digitale Bibliothek der Universität Greifswald
- Kurtzer/ Jedoch gründlicher Beweiß/ Daß Jesus von Nazareth der einige wahre Meßias sey : Aus Betrachtung der Kennzeichen/ und Weissagungen/ So im alten Testament vom wahren Messia zu finden sind/ und daß dieselbe alle bey Jesu von Nazareth anzutreffen seyn; geführet, Und mit concession der Theol. Facult. zu Greiffswald herausgegeben / von Carl Gottlieb Willig/ So aus Sendomir, in Klein-Pohlen gebürtig/ Und am 24ten Maji 1727. zu Greiffswald, in der St. Nicolai Kirchen, von dem Herrn D. Jacob. Heinr. Balthasarn getauffet worden, Greiffswald, gedruckt bey Carl Höpfnern, Königl. Univ. Buchdr. 1732, Digitalisat über die Digitale Bibliothek Mecklenburg-Vorpommern (DB MV)
- Carl Gottlieb Willig, Christian Gottlieb Seeligmann: Ein Tractätlein von denen jüdischen Fabeln, und Aberglauben, so sie haben, von ihrer Geburth an, bis zur Beschneidung und Kirchen-Gang, was sie dabey vor Ceremonien gebrauchen, und wie diese Aberglauben widerleget werden; bestehend in : fünff Puncten Aberglauben, und eben so viel Wiederlegungen und Gegentheile, aufgesetzt von Christian Gottlieb Seeligmann ... =Anon.= Gedruckt bey Ludovig Decreaux, Directeur über die königl. academische Buchdruckerey in Lund. 1740.
- Defensiv-Alliance zwischen Ihro Königl. Majestät und der Cron Schweden und der Durchlauchtigen Ottomanischen Pfordte abgehandelt und geschlossen in Constantinopel den 2. December Ao. 1739 Aus dem Schwedisch- und Lateinisch gedruckten Exemplar ins Deutsche übersetzet (= Defensiv-Alliance emellan Kongl. Maj. och Cronan Sverige) (= Defensiv-Allianz Ihrer Königlichen Krone Pforte Konstantinopel Dezember Anno 1739-12-02 übersetzt), Greifswald und Leipzig, zu finden bey C.G. Willig. Anno M DCCXLI; Digitalisat der Universität Rostock
- יכרת משיח ואין לו Dan. IX. v. 26. / Den abscheulichen und höchst strafbaren Mord Christi, als die Haupt-Ursache des immerfortwährenden Elendes der von Gott verstossenen Judenschaft, hat bey Gelegenheit einiger bis an ihr Ende Verstockten Jüdischen Sünder Mit Consens E. Hochlöbl. Theologischen Facultät zu Wittenberg herausgegeben und zum Druck befördert Carl Gottlieb Willig Judæus ad Christum Conversus, Wittenberg gedruckt bey Johann Haacke. 1744; Digitalisat über die Franckesche Stiftungen

### Drucke für andere Autoren
- Carl Gottlieb Willig, Leopold Elias Lichtfang: Kort doch grundeliget bewis at Jesus af Nazareth är then ene och sanne Messias, i betrachtande af the känne-tekn, och prophetier som uti thet gamla testamentet om Messia äro tilfinnande, hwilcke alle på Jesu af Nazareth inträffa. Sammanfattat : och med theologiska facultetens concession i Gripswald utfärdat af Carl Gottlieb Willig. ... döpt af d. Jacob Henr. Balthasar. Men uu [sic] på swenska tungomålet öfwersatt och utfärdat af Leopold Elias Lichtfang. Stockholm, tryckt åhr : 1734.
- Nicolaus Möller: Tractatus De Indubio Solis Motu Immotaqve Telluris Quiete. Stvdio Nicolai Mölleri, Academiae Kiloniensis Qvondam Senioris Ac Professoris Honor. Perscriptus, Editio II, Gryphiswaldiæ & Lipsiæ: Impensis Caroli Gottlieb. Willig, 1743; Digitalisat über die Bayerische Staatsbibliothek

## Archivalien
Archivalien von und über Carl Gottlieb Willig finden sich beispielsweise
- im Archiv der Hansestadt Stralsund für die Laufzeit 1726–1728 als „Streit über die Aufenthaltsgenehmigung für den Juden Joachim Moses (nach dem Übertritt zum Christentum Carl Gottlieb Willig)“, Nummer 5867[1]
- als Sachakte in der Universität Greifswald als „Bitte des Bürgers und Disputationshändlers Carl Gottlieb Willig (getaufter Jude) wegen eines Privilegs beim Disputationshandel, dabei: Voten und Ablehnung der Professoren (1739)“; Archivaliensignatur Universitätsarchiv Greifswald, St. 813[7]